# Ibn Haldun
Ibn Haldun, punim imenom Abu Zaid 'Abd al-Rahman ibn Muhamed ibn Haldun al-Hadrami (27. svibnja 1332. – 19. travnja 1406.), slavni arapski povjesničar, historiograf i političar. 
Rodio se na prostoru današnjeg Tunisa, te se smatra pretečom moderne historiografije, sociologije i ekonomije. Najpoznatiji je po svome djelu Muqaddimah (Prolegomena ili Predgovor).

## Životopis
Ibn Haldunov život relativno je dobro dokumentiran pošto je napisao autobiografiju (al-ta`rîf bi-ibn khaldûn wa-rihlatuhu gharban wa-sharqan, objavio Muhammad ibn Tâwît al-Tanjî, Kairo 1951.) u kojoj se brojni dokumenti, koji se odnose na njegov život, citiraju riječ po riječ. Ipak njegova autobiografija sadrži malo podataka o njegovom privatnom životu, pa se jednako malo zna o njegovoj obiteljskoj pozadini. Opće poznat kao Ibn Haldun po svom dalekom pretku, rodio se u Tunisu 732. A.H. (1332. u.e.) u andaluzijskoj obitelji Banu Haldun, koja je pripadala gornjem sloju društva. Njegova obitelj, koja je držala mnoge visoke službe u Andaluziji, emigrirala je u Tunis sredinom 13. stoljeća nakon pada Seville na početku rekonkviste. Pojedini članovi njegove obitelji pod tuniskom dinastijom Hafsida obavljali su političku službu; dok su se Ibn Haldunov otac i djed povukli iz političkog života te pridružili mističnom redu.
U svojoj autobiografiji Ibn Haldun utvrđuje svoje porijeklo unatrag do vremena proroka Muhameda kroz arapsko pleme iz Jemena, osobito Hadramauta, koji su došli u Španjolsku na početku islamskog osvajanja u osmom stoljeću. Njegovim vlastitim riječima: "I naši preci su od Hadramauta, od Arapa iz Jemena, preko Wa'ila ibn Hajara, najboljeg od Arapa, vrlo poznatog i poštovanog." (str. 2429, Al-Waraqovo izdanje). Neki biografi (npr. Mohammad Enan) ipak proispituju njegove tvrdnje, te predlažu da je njegova obitelj potjecala od Berbera koji su prisvajali arapsko podrijetlo radi stjecanja društvenog položaja.

## Obrazovanje
Obiteljski visoki položaj omogućio je Ibn Haldunu da studira s najboljim sjevernoafričkim učiteljima toga vremena. Klasično arapsko obrazovanje stekao je proučavanjem Kurana i arapske lingvistike, osnove za razumijevanje Kurana i islamskog zakona, Haditha i Fiqha. Mistik, matematičar i filozof Al-Abili uveo ga je u matematiku, logiku i filozofiju, gdje je ponajviše proučavao radove Averroesa, Avicenne, Razija i al-Tusija. Ibn Haldun je sa 17 godina izgubio svoje roditelje u epidemiji kuge koja je pogodila Tunis.
Slijedivši obiteljsku tradiciju, Ibn Haldun je težio političkoj karijeri. Neprestano promjenjiva politička situacija u tadašnjoj sjevernoj Africi tražila je visoki stupanj vještine, sklapajući saveze i primjereno ih prekidajući, radi izbjegavanja nevolja zbog čestih prijenosa vlasti koje su moć samo privremeno držale u svojim rukama. Ibn Haldunova se autobiografija, u kojoj provodi vrijeme u zatvoru, dobiva najviše službe i odlazi u progonstvo, povremeno čita poput nekakve avanturističke priče.

## Rane godine u Tunisu i Granadi
S 20 godina je započeo svoju političku karijeru u Kancelarstvu tuniskog vladara, Ibn Tafrakina, s položajem katiba al-'alamaha, koji se sastojao od pisanja finom kaligrafijom tipičnih uvodnih bilježaka službenih dokumenata. 1352. godine, Abu Ziad, sultan od Constantine, krenuo je u napad na Tunis i porazio ga. Ibn Haldun, nesretan u svakom slučaju sa svojim poštovanim ali politički beznačajnim položajem, slijedio je svoga učitelja Abilija u Fes. Ondje mu je merinidski sultan Abu Inan Fares I dao položaj pisca kraljevskih proklamacija, no to ga ipak nije sprječilo da spletkari protiv svojeg poslodavca. Godine 1357. to je donijelo 25-godišnjem Ibn Haldunu zatvorsku kaznu dugu 22 mjeseca. Na vijest o smrti Abu Inana 1358. godine vezir al-Hasan ibn Omar ga je oslobodio i ponovo postavio na njegov položaj i službu. Ibn Haldun je zatim spletkario protiv Abu Inanova nasljednika, Abu Salema Ibrahima III, zajedno s Abu Salemovim ujakom, Abu Salemom. Čim je Abu Salem došao na vlast dao je Ibn Haldunu ministarski položaj, prvi položaj koji je odgovarao Ibn Haldunovim očekivanjima.
Nakon pada Abu Salema na vlast dolazi Ibn Amar Abd Allah, Ibn Haldunov prijatelj, koji za razliku od svoga prethodnika nije dodijelio nikakav značajni službeni položaj razočaranome Haldunu. Istovremeno je Amar uspješno sprječio Ibn Halduna - čije su mu političke vještine bile vrlo dobro poznate - da se udruži s Abd al-Wadidsom u Tlemcenu. Ibn Haldun je stoga odlučio otići u Granadu. Bio je uvjeren u pozitivnu dobrodošlicu ondje, pošto je kod Feza pomogao sultanu od Granade, Nasridu Muhamedu V, povratiti moć iz svojega privremenog progonstva. Godine 1364. Muhamed mu je povjerio diplomatsku misiju kod kralja od Kastilje, Pedru Okrutnom, kako bi potpisao mirovni sporazum. Ibn Haldun je uspješno izvršio tu misiju, te je pristojno odbio Pedrovu ponudu da ostane na njegovu dvoru i da mu se vrate svi posjedi njegove obitelji u Španjolskoj.
U Granadi je Ibn Haldun brzo ušao u natjecanje s Muhamedovim vezirom, Ibn al-Khatibom, koji je vidio da unutar bliskog odnosa između Muhameda i Ibn Halduna raste nepovjerenje. Ibn Haldun je pokušao oblikovati mladog Muhameda po svom idealu mudrog vladara. Ibn al-Khatib je smatrao taj poduhvat ludim i opasnim za mir u zemlji - a povijest je pokazala da je bio u pravu. Naposljetku je na al-Khatibov nagovor Ibn Haldun poslan natrag u sjevernu Afriku. Muhamed je kasnije optužio samog al-Khatiba zbog zauzimanja neortodoksnih filozofskih gledišta, te ga ubio usprkos Ibn Haldunovu zauzimanju u korist njegova starog rivala. 
O tom svom sukobu s Ibn al-Khatibom i razlozima svoga povratka u Afriku Ibn Haldun u svojoj autobiografiji govori vrlo malo. Orijentalist Muhsin Mahdi interpretira to kao pokazivanje da je Ibn Haldun kasnije shvatio da je potpuno pogrešno procijenio Muhameda V.

## Visoka politička služba
Vrativši se u Afriku, hafsidski sultan od Bougieje, Abu Abdallah, koji je bio Haldunov drug u zatvoru, primio je Ibn Halduna s velikom srdačnošću i imenovao ga svojim prvim ministrom. Tijekom tog razdoblja Ibn Haldun je izvršio avanturističku misiju kako bi skupio poreze među lokalnim berberskim plemenima. Nakon smrti Abu Abdallaha 1366. Haldun je još jednom promijenio strane i udružio se s vladarom od Tlemcena, Abu al-Abbasom. Nekoliko godina kasnije zarobio ga je Abdalaziz (Abd ul Aziz), koji je porazio sultana od Tlemcena i prisvojio prijestolje. Ibn Haldun je zatim ušao u monašku ustanovu, te se zaokupio skolastičkim obvezama sve do 1370. godine kada ga je novi sultan poslao u Tlemcen. Nakon smrti Abd ul Aziza boravio je u Fezu, uživajući patronat i povjerenje regenta.
Ibn Haldunove političke vještine, pogotovo njegov dobar odnos s divljim berberskim plemenima, bile su visoko tražene među sjevernoafričkim vladarima, dok se on sam počeo umarati od politike i stalnih promjena odanosti. Godine 1375. Abu Hammu, abdalwadidski sultan od Tlemcena, poslao je Ibn Halduna u misiju k plemenima Dawadida, pa je Ibn Haldun odlučio potražiti sklonište kod jednih od berberskih plemena, Awlada Arifa iz središnjeg Alžira, u gradu Qalata Ibn Salami. Ondje je živio gotovo tri godine pod njihovom zaštitom, uzimajući prednost svoje osame da napiše Muqaddimu ("Uvod" u svoju planiranu povijest svijeta). U Ibn Salami ipak mu je nedostajala neophodna literatura da dovrši svoje djelo. Zato se 1378. vratio u Tunis kojega je u međuvremenu osvojio Abu al-Abbas, koji je uzeo Ibn Halduna natrag u svoju službu. Ibn Haldun se ondje posvetio gotovo isključivo svojim proučavanjima te je dovršio svoju povijest svijeta. Njegov odnos s Abu al-Abbasom ostao je napet, pošto je Abu al-Abbas sumnjao u njegovu lojalnost, posebice nakon što mu je Ibn Haldun predstavio prijepis dovršene povijesti u kojoj je jednostavno izostavio uobičajeni panegirik upućen vladaru. Pod izgovorom odlaska na hadž u Meku - što niti jedan islamski vladar nije mogao jednostavno zabraniti - Ibn Haldun je mogao napustiti Tunis te je otplovio u Aleksandriju.

## Posljednje godine u Egiptu
U usporedbi s Magrebom Ibn Haldun je morao osjetiti da je Egipat bio raj; on sam je zaista rekao "Onaj koji ga nije vidio, ne pozna moć islama." Dok su sve ostale islamske regije morale uhvatiti u koštac s pograničnim ratovima i unutarnjim sukobima, Egipat je pod Mamelucima doživio razdoblje ekonomskog prosperiteta i visoke kulture. Ali čak i u Egiptu, gdje je proveo ostatak svoga života, Ibn Haldun nije mogao u potpunosti ostati izvan politike. 1384. godine egipatski sultan al-Malik udh-Dhahir Barquq učinio ga je profesorom Qamhiyyaha Madrasaha, te velikim kadijom (vrhovnim sucem) malikitske škole fiqha ili religijskog zakona (jedna od četiriju škola, malikitska škola, bila je široko raširena uglavnom u zapadnoj Africi). Njegova nastojanja u reformi naišla su na otpor, pa je nakon godine dana morao odstupiti sa sudačkog položaja. Pridonosni faktor njegovoj odluci da odstupi mogao bi biti težak udarac koji ga je pogodio 1384. kada je blizu aleksandrijske obale potonuo brod koji je prevozio njegovu ženu i djecu. Ibn Haldun je nakon svega toga odlučio završiti hodočašće u Meku.
Nakon povratka u svibnju 1388. godine Ibn Haldun se jače koncentrirao na čisto edukacijsku funkciju u različitim kairskim madrasama. Na dvoru je privremeno izgubio naklonost, pošto je tijekom pobuna protiv Barquqa - očigledno pod prinudom - zajedno s drugim kairskim pravnicima izdao fatvu protiv Barquqa. Kasniji odnosi s Barquqom vratili su se u normalno stanje, pa je još jednom imenovan malikitskim kadijom. Ukupno je bio pozvan na tu visoku službu šest puta, ali nije ju zbog raznih razloga nikada dulje zadržao.
Godine 1401. pod Barquqovim nasljednikom i sinom Farajom, Ibn Haldun je sudjelovao u vojnom pohodu protiv mongolskog osvajača Timura koji je opkolio Damask. Haldun je sumnjao u uspjeh pothvata i zaista nije želio napustiti Egipat. Njegove su sumnje bile opravdane, pošto je mladi i neiskusni Faraj, zabrinut oko pobune u Egiptu, prepustio u Siriji vlastitu vojsku samoj sebi i požurio kući. Ibn Haldun je ostao u opkoljenom gradu sedam tjedana nakon čega je užadima spušten preko gradskih zidina u namjeri da pregovara s Timurom. Taj povijesni niz susreta Haldun opsežno izvještava u svojoj autobiografiji. Timur ga je detaljno ispitivao o uvjetima u zemljama Magreba. Čak je na njegov zahtjev Ibn Haldun napisao dugo izvješće o tome. Budući da je prepoznao Timurove namjere skrivene iza toga, nije oklijevao, na svom povratku u Egipat, da sastavi jednako opsežno izvješće o povijesti Tartara zajedno s karakternom studijom Timura. Sva svoja saznanja poslao je merinidskim vladarima u fezu.
Sljedećih pet godina Ibn Haldun je proveo u Kairu dovršavajući svoju autobiografiju i svoju povijest svijeta, te djelujući kao učitelj i sudac. Umro je 17. ožujka 1406., mjesec dana nakon što je po šesti put izabran na službu malikitskog kadije.

## Djela
Za razliku od većine arapskih učenjaka, Ibn Haldun je za sobom ostavio malen broj djela, ne uzimajući u obzir njegovu povijest svijeta, Kitab al-`ibar. Značajno je da autobiografija ne aludira na te rukopise, što vjerojatno sugerira da je Ibn Haldun vidio sebe prvenstveno kao povjesničara te da je želio biti poznat ponajviše kao autor Kitab al-`ibara. Iz ostalih izvora poznato je nekoliko drugih djela uglavnom sastavljenih za vrijeme njegova boravka u sjevernoj Africi i Španjolskoj. Svoju prvu knjigu Lubab al-muhassal - komentar na teologiju ar-Razija - napisao je s 19 godina pod nadzorom svoga učitelja al-Âbilîja u Tunisu. Djelo o Sufizmu, ^sifa' al-sa'il, sastavio je oko 1373. u Fezu. Tijekom boravka na dvoru Muhameda V, sultana od Granade, Ibn Haldun je sastavio djelo o logici, `allaqa li-l-sultan.
Kitab al-`ibar (puni naziv: Kitab al-'ibar wa-diwan al-mubtada' wa-l-_habar fi ayyam al-`arab wa-l-a^gam wa-l-barbar wa-man `A.sarahum min _dawi al-sultan al-akbar &#8211, Knjiga dokaza, zapis početaka i događaja iz dana Arapa, Perzijanaca, Berbera i njihovih moćnih suvremenika), Ibn Haldunovo glavno djelo, prvotno je zamišljeno kao povijest Berbera. Kasnije se fokus proširio tako da u svom završnom obliku (uključujući vlastitu metodologiju i antropologiju) djelo predstavlja takozvanu univerzalnu povijest. Podijeljeno je na sedam knjiga, od kojih se prva, Muqaddimah, smatra zasebnim djelom. Od druge do pete knjige pokrivena je povijest čovječanstva sve do vremena Ibn Halduna. Šesta i sedma knjiga pokrivaju povijest Magreba i berberskih naroda. Budući da su te knjige temeljene na Ibn Haldunovu osobnom poznavanju Berbera, one za današnje povjesničare predstavljaju stvarnu vrijednost Kitab al-`ibara.
Za sociologiju je zanimljivo da je Ibn Haldun začeo središnji društveni sukob ("grad" protiv "pustinje") kao i teoriju (koristivši koncept "generacije") neophodnog gubitka moći osvajača gradova koji dolaze iz pustinje. Prema suvremenom arapskom učenjaku Sati'ju al-Husriju može se sugerirati da je Muqaddimah sociološko djelo koje u svojih šest knjiga u grubim crtama prikazuje opću sociologiju, sociologiju politik, sociologiju urbanog života, sociologiju ekonomije, sociologiju znanja. Djelo se temelji oko Ibn Haldunova središnjeg koncepta asabije, ili "socijalne kohezije". Ta se kohezija spontano uzdiže u plemenima i drugim malim srodstvenim grupama, a može se intenzivirati i povećati pomoću religijske ideologije. Ibn Haldunova analiza promatra kako ta kohezija vodi grupe do moći, ali u sebi sadrži klicu - psihološku, sociološku, ekonomsku, političku - propasti ili sloma grupe, što uzrokuje zamijenjivanje grupe nekom novom grupom, dinastijom ili carstvom koji će biti povezani jačom (ili barem mlađom i silovitijom) kohezijom.
Možda najučestalije citirano promatranje izvučeno iz Ibn Haldunova djela jest, u laičkim terminima, zamisao da kada društvo postane velika civilizacija (te vjerojatno i dominantna kultura u regiji), nakon njegove visoke točke slijedi razdoblje propasti. To znači da je sljedeća kohezivna grupa koja osvaja propadajuću civilizaciju nasuprot njoj grupa barbara. Jednom kada barbari učvrste svoju kontrolu nad osvojenim društvom, bivaju privučeni rafiniranim aspektima poput pismenosti i umjetnosti, te ili asimiliraju ili prisvajaju takve kulturne običaje. Konačno nova skupina barbara osvaja prethodne barbare, te se sam proces ponavlja. 

### Procjene Ibn Haldunova doprinosa
- Britanski povjesničar Arnold J. Toynbee nazvao je Muqaddimu "nesumnjivo najvećim djelom svoje vrste koje je uopće stvorio neki um u bilo koje vrijeme ili na bilo kojem mjestu."
- Bernard Lewis opisuje Ibn Halduna kao "najvećeg povjesničara od Arapa, te možda najvećeg povjesnog mislioca srednjeg vijeka" (The Arabs in History, 1950., stranica 160)
- Abderrahmane Lakhsassi piše: "Nijedan povjesničar iz Magreba otkako je Berbera i posebice od njih ne može učiniti ništa bez njegovog povijesnog doprinosa."

## Država i društvo
Ibn Haldun je u svojoj filozofiji oblikovao značajnu teoriju o cikličnom shvaćanju povijesti. Vjerovao je da se ciklusi mijenjaju svakih 120 godina. Budući da je proširio područje povijesti, koja je postala znanost o društvu, Ibn Haldun se s pravom može smatrati pretečom sociologa. U njegovo vrijeme pojam ljudsko društvo nije postojao, pa je stoga da definira taj pojam uveo arapski pojam umran.
Dva osnovna tipa društva koja Haldun izučava su: nomadi i sjedioci. Za nomade je specifičan primitivni način proizvodnje za vlastite potrebe, a svakako i asabija, odnosno, velika bliskost pripadnika plemena (koja se karakterizira krvnim srodstvom). Odnosi u plemenskoj zajednici regulirani su na etičko-običajnom principu, a ne na principu prava - pravo nastaje tak kada nastaje država. Sjedioci su tip društva koji sada više nije u stalnom pokretu i kojem stočarstvo nije primarna grana privrede, već i poljoprivreda. Sjedioci se javljaju s viškovima proizvodnje, koji dovode do prvih oblika razmjene i primitivne trgovine, a u krajnjoj mjeri do nastanka gradova (i daljnjeg razvoja).
Veoma važno je istaknuti da Ibn Haldun prvi put razgraničava državu od društva (pa se tako razlikuje od grčke filozofije). Haldun se koristi analizom načina proizvodnje i kroz njega objašnjava nastanak same države. Pri stvaranju države asabija ima presudnu ulogu, pa je svakako jedan od faktora prema kojima se mogu gledati smjene generacija, u zakonu o tri generacije i četiri faze.
- Prva generacija - čine je članovi plemena, te su tu prisutne veoma jake veze (asabija) među članovima plemena. Ovdje se prvi put uočava i karizmatska vlast.
- Druga generacija - dolazi do proširenja plemena, a samim tim prvobitna jaka asabija polako slabi. Ovdje je karakteristična apsolutna vlast jednog čovjeka.
- Treća generacija - ovdje dolazi do saveza više plemena, a prvobitni način života se potpuno gubi, dok asabija jako slabi.
- Četvrta generacija - asabije nema i samo je pitanje vremena kada će propasti.

## Neki citati iz Ibn Haldunovih djela

### O ekonomiji
"U ranim fazama države porezi su blagi u svojem pojavljivanju, ali ipak donose ogromne prihode…kako vrijeme prolazi, a kraljevi nasljeđuju jedni druge, oni gube svoje plemenske navike u korist civiliziranijih. Njihove potrebe i hitnosti rastu…zbog raskoši u kojoj su bili doneseni. Stoga oni nameću svježe poreze na svoje predmete...[i] oštro povisuju stopu starih poreza radi povećanja svojih doprinosa…Ali učinci na poslovanje zbog tog porasta u oporezivanju čine ih osjetnima. Ljudi se ubrzo obeshrabre u poslu usporedivši svoju zaradu s bremenom njihovih poreza…kao posljedica toga proizvodnja opada, a s njom i doprinosi oporezivanja."
Ova sociološka teorija uključuje koncept koji je u ekonomiji poznat kao Lafferova krivulja (odnos između poreznih stopa i poreznih prihoda slijedi oblik preokrenutog slova U). 

### O Arapima
- "Arapi dominiraju samo u nizinama, jer su oni, po svojoj divljoj prirodi, ljudi pljačke i korupcije. Oni pljačkaju sve što mogu uzeti bez borbe ili velikog rizika, onda bježe u svoje utočište u divljini, te ne stoje niti se bore osim u samoobrani. Pa kada se sretnu s nekom poteškoćom ili zaprekom, puste je samu i potraže lakši plijen. I plemena dobro utvrđena protiv njih na padinama brežuljaka izbjegavaju njihovu korupciju i razaranje, jer oni ne vole penjati se uzbrdo, niti davati veću potporu, niti uzimati rizike. Dok su nizine, kada ih mogu doseći zbog nedostatka zaštite i slabosti države, za njih otpaci i mrvice da jedu, koje će nastaviti pljačkati, pustošiti i osvajati s lakoćom sve dok se njihov narod ne porazi, a onda ih oponašaju s obostranim sukobom i političkim padom, sve dok se njihova civilizacija ne uništi. I Alah je sposoban njihova stvaranja, i On je Jedini, Pobjedonosan, i ne postoji nijedan gospodin osim Njega." (izvorni tekst)  Arhivirana inačica izvorne stranice od 13. siječnja 2009. (Wayback Machine)

#### Bilješka o Ibn Haldunovoj upotrebi riječi "Arap"
Dok je istina da su mnogi muslimanski učenjaci koji su sastavili svoja djela na arapskom, i u religijskim i u intelektualnim znanostima, bili nearapskog podrijetla, Ibn Kaldunova upotreba termina Arap u svojoj povijesti čini se da označava klasu ljudi, a ne grupu. Većina znanstvenika vjeruje da u mnogo slučajeva Ibn Haldun koristi naziv Arap da označi beduina. Drugi znanstvenici, poput Mohameda Chafika, to niječu.
Iz Lewisove knjige Arapi u povijesti str. 14-16 (1950.)
"Od kasnijih vremena Abasida nadalje riječ Arap se odnosi na svoje ranije značenje beduina ili nomada, postajući tako zapravo socijalni radije nego etnički termin. U mnogim zapadnjačkim kronikama iz razdoblja križarskih ratova izraz se koristi samo za beduina, dok se gomila muslimanskog stanovništva na Bliskome istoku naziva Saracenima. Sigurno je u tom smislu da Tasso u šesnaestom stoljeću govori o
'Altri Arabi poi, che di soggiorno, / certo non sono stabili abitanti;' (Gerusalemme Liberata, XVII 21.)
"Ibn Haldun, arapski povjesničar iz četrnaestog stoljeća, koji sam sebe naziva građaninom arapskog podrijetla, koristi tu riječ obično u tom smislu."
Neki tekstovi iz 1911 Encyclopædiae Britannicae

### O Perzijancima
Iz Muqaddime:
"…Znamenita je činjenica da su, uz malo iznimaka, većina muslimanskih učenjaka…u intelektualnim znanostima bili ne-Arapi…dakle osnivači gramatike su bili Sibawaih i nakon njega al-Farisi i Az-Zajjaj. Svi oni bili su perzijskog podrijetla…oni su izumili pravila (arapske) gramatike…veliki su pravnici bili Perzijanci…jedino su Perzijanci sudjelovali u zadaći očuvanja znanja te pisanja sistematskih školskih djela. Tako istina prorokove tvrdnje postaje očita, 'da se učenje zatomilo na najvišim dijelovima nebesa, Perzijanci bi došli do njega'…Intelektualne znanosti su također očuvali Perzijanci, dok su ih na miru pustili Arapi, koji ih nisu kultivirali…kao što je bio slučaj sa svim umijećima…Ova se situacija nastavila u gradovima onoliko dugo koliko su Perzijanci i perzijske zemlje, Irak, Khorasan i Transoxiana (moderna središnja Azija), zadržali svoju sedentarnu kulturu."
Muqaddimah, preveo F. Rosenthal (III, str. 311-15, 271-4 [arapski]; R.N. Frye (str. 91)

## Više informacija
- Sundiata Keita
- Egon Orowan

Fatve:
- Povijesni šiitsko-sunitski odnosi

## Vanjske poveznice
- Ibn Haldun na Webu
- Ibn Haldun: život i djelo, knjiga Muhammada Hoziena
- Muslimanski znanstvenici i učenjaci - Ibn Haldun
- Biografija na nizozemskom
- Ulomci iz Muqaddime i Povijest Ibn Halduna na arapskome
- "Les Arabes n'établissent leur domination que sur des pays de plaines"
- Ibn Khaldūn, Arnold Toynbee, Studija povijesti sv. iii, III. C. II. (b), str. 321
- Razgovor o Ibn Haldunu
- Ibn Haldunova nagrada  Arhivirana inačica izvorne stranice od 18. prosinca 2005. (Wayback Machine)
- (al-Muqaddimah): Metodologija & ekonomsko-sociološki koncepti